# Il coccodrillo, le tagliatelle...
Cristina D'Avena il coccodrillo, le tagliatelle... è una raccolta della cantante Cristina D'Avena pubblicata il 2 aprile 2010, che in due CD riunisce tutte le canzoni presenti negli album Cristina canta Disney del 1994, Il valzer del moscerino del 2006 e 44 gatti e tante altre del 2007.

## Tracce
CD 1
1. Le tagliatelle di Nonna Pina
2. Bibbidi - bobbidi - bu
3. Il valzer del moscerino
4. Un poco di zucchero
5. La zanzara
6. Una stella cade
7. Ciribiricoccola
8. Cin Cin Pon Pon
9. Ehi ho!
10. Metti la canottiera
11. I tre porcellini
12. Il pulcino ballerino
13. La Nave Gelsomina Dirindirindina
14. Il Torero Camomillo
15. Il caffè della Peppina

CD 2
1. Supercalifragilistic-espiralidoso
2. Volevo un gatto nero
3. Il coccodrillo come fa?
4. La - la lu
5. Popoff
6. Il Pinguino Belisario
7. I sogni son desideri
8. Fammi crescere i denti davanti
9. Cocco e Drilli
10. Dagli una spinta
11. Il Gatto Puzzolone
12. Impara a fischiettar
13. 44 gatti
14. Il mondo è mio
15. La sveglia birichina

## Posizione in classifica
| Posizione | 71 | 79 | 66 | 97 | - | - | - | - | 90 |